# Nick Hornby
Nick Hornby (Redhill, 17 de abril de 1957) es un escritor británico.
Profesor de literatura inglesa licenciado en Cambridge, empezó colaborando como periodista en publicaciones como The Sunday Times, The Independent y como crítico de música para The New Yorker. Suyas son novelas de éxito como Alta fidelidad, Un gran chico y Fiebre en las gradas entre otras. Esta última novela ganó el premio William Hill Sports Book of the Year en 1992. Alta fidelidad fue llevada al cine por Stephen Frears.

## Biografía
Nick Hornby se crio en una familia de clase media-alta inglesa, debido al éxito de su padre, Sir Derek Hornby, como hombre de negocios. Sus padres se divorciaron cuando él tenía once años. Desde esa edad, y tal vez para olvidar el divorcio de sus padres, se convirtió en un fan del equipo londinense Arsenal FC.
Después de finalizar la escuela primaria a mediados de los setenta, estudió literatura inglesa en la Universidad de Cambridge. Al finalizar su licenciatura, trabajó como profesor de Inglés en el Parkside Community College en Cambridge, a la vez que escribía artículos y críticas musicales para revistas como Time Out y Literary Review. En 1983, comenzó su carrera como escritor y periodista.

## Su obra
Sus novelas se caracterizan por el tratamiento de las relaciones humanas, de una manera realista pero tierna. Sus protagonistas son antihéroes, desde el punto de vista de que son en cierto grado, algo mezquinos, cobardes y egoístas, aunque sean buenas personas.
Varias de sus novelas han dado el salto del papel al cine: en 1997, Nick Hornby escribió el guion para la adaptación de su novela Fever Pitch, (en España Fuera de juego) protagonizada en la pantalla por el británico Colin Firth. En el 2000, no participó de la adaptación de High Fidelity, (en España Alta fidelidad protagonizada por John Cusack. Después del éxito de esta película, About a Boy (en España Un niño grande) fue estrenada en el 2002, con Hugh Grant en el papel principal. Finalmente, A Long Way Down (en España Mejor otro día)`fue estrenada en 2014 con Pierce Brosnan y Toni Collette en los papeles principales.
Sus obras gozan de gran popularidad en el Reino Unido y en Estados Unidos.
Escribió la letra y aportó su voz para la canción titulada "Smoke your little Smoke and drink your little Drink" de la banda Pomplamoose.

### Novela
- Fiebre en las gradas (Fever Pitch, 1992), trad. de Miguel Martínez-Lage, publicada por Ediciones B en 1996 y por Anagrama en 2008.
- Alta fidelidad (High Fidelity, 1995), trad. de Miguel Martínez-Lage, publicada por Ediciones B en 1995 y por Anagrama en 2009.
- Un gran chico o Érase una vez un padre (About a Boy, 1998), trad. de Miguel Martínez-Lage, publicada por Ediciones B en 1999 y por Anagrama en 2008.
- Cómo ser buenos (How to Be Good, 2001), trad. de Jesús Zulaika, publicada por Anagrama en 2002.
- En picado (A Long Way Down, 2005), trad. de Jesús Zulaika, publicada por Anagrama en 2007.
- Todo por una chica (Slam, 2007), trad. de Jesús Zulaika, publicada por Anagrama en 2009.
- Juliet, desnuda (Juliet, Naked, 2009), trad. de Jesús Zulaika, publicada por Anagrama en 2010.
- Funny girl (Funny girl, 2014), trad. de Jesús Zulaika, publicada por Anagrama en 2016.
- State of the Union (2019).
- Alguien como tú (Just Like You, 2020), publicada por Anagrama en 2021.

### Ensayo
- Contemporary American Fiction (1992).
- 31 canciones (31 Songs, 2003), trad. de Fernando González Corugedo, publicada por Anagrama en 2004.
- The Polysyllabic Spree (2004).
- Housekeeping vs. the Dirt (2006).
- Shakespeare Wrote for Money (2008).

### Historias cortas
- Faith (1998).
- Mi hijo nunca será una estrella (Not a Star, 2007), trad. de Xtian Rodríguez, publicada por la revista Orsai en 2011.
- Otherwise Pandemonium.

### Antologías
- My Favourite Year: A Collection of Football Writing (1993).
- The Picador Book of Sportswriting (1996).
- Hablando con el ángel (Speaking with the Angel, 2000), Varios autores, trad. de Ana María de la Fuente, publicada por Salamadra en 2002. Compilada por Nick Hornby, es una antología de 12 relatos cortos de la más reciente vanguardia literaria anglosajona. Los derechos de autor fueron destinados a una escuela fundada por el antólogo para niños autistas.
- Otherwise Pandemonium (2005).

### Guiones

#### Cine
- Fuera de juego (Fever Pitch, dirigida por David Evans en 1997). Guion de Nick Hornby.
- Alta fidelidad (High Fidelity, dirigida por Stephen Frears en 2000).
- About a Boy o Un niño grande (About a Boy, dirigida por Chris and Paul Weitz en 2002).
- Amor en juego (Fever Pitch, dirigida por Bobby and Peter Farrelly en 2005).
- Una educación (An Education, dirigida por Lone Scherfig en 2009). Guion de Nick Hornby.[1]
- Brooklyn (Dirigida por John Crowley en 2015).

#### Televisión
- Love, Nina (Dirigida por S.J. Clarkson en 2016).
- State of the Union (Dirigida por Stephen Frears, 2019-2022).

### Discos
- Lonely Avenue (letras por Hornby, música por Ben Folds (2010).

## Premios y distinciones
Premios Óscar
| Año  | Categoría            | Película     | Resultado |
| ---- | -------------------- | ------------ | --------- |
| 2010 | Mejor guion adaptado | An Education | Nominado  |
| 2016 | Mejor guion adaptado | Brooklyn     | Nominado  |